# Fondo de Restauración Ecológica y Resiliencia
El Fondo de Restauración Ecológica y Resiliencia (abreviadamente, FRER), es un fondo carente de personalidad jurídica (F.C.P.J.), creado por la Ley del Patrimonio Natural y la Biodiversidad y que tiene como finalidad desarrollar aquellas medidas destinadas a apoyar la consecución de los objetivos contemplados en el marco del Plan de Recuperación, Transformación y Resiliencia en el ámbito de competencias del Ministerio para la Transición Ecológica y el Reto Demográfico.

## Antecedentes
Sustituye al anterior Fondo para el Patrimonio Natural y la Biodiversidad.

## Materias
El Fondo desarrolla aquellas medidas en las  siguientes materias: 
a)   Aguas y dominio público hidráulico. 
b) Costas, protección y conservación del mar y del dominio público marítimo-terrestre.
c) Cambio climático, su mitigación y adaptación y el fortalecimiento de la resiliencia climática.
d) Prevención de la contaminación, fomento del uso de tecnologías limpias y hábitos de consumo menos contaminantes y más 
sostenibles, de acuerdo con la política de economía circular.
e) Protección del patrimonio natural, de la biodiversidad y de los bosques.
f) Meteorología y climatología.
g) Cualesquiera otras que tenga atribuido el Ministerio a través de la Secretaría de Estado de Medio Ambiente y de sus organismos públicos.
A tal fin, el FRER podrá financiar acciones de naturaleza anual y plurianual de la Administración General del Estado, en su ámbito de competencias. Asimismo, podrá actuar como instrumento de cofinanciación destinado a asegurar la cohesión territorial, exclusivamente en la medida que fueran compatibles con los objetivos asignados en el Plan de Recuperación, Transformación y Resiliencia.